# ブラッド・ジェイコブス (実業家)
ブラッド・ジェイコブス（Brad Jacobs、1956年8月3日 - ）は、QXO社の会長兼CEOである。また、XPO社（英語: XPO, Inc.）の取締役会長も務めている 。また、RXO社とGXOロジスティクス社の非執行会長も務めている 。いずれもXPO社からスピンオフした企業である。

## 幼少期と教育
ジェイコブスはロードアイランド州プロビデンスで、シャーロット・シビル（Charlotte Sybil）、旧姓はバンダー（Bander）とアルバート・ジョーダン・ジェイコブス（Albert Jordan Jacobs）の息子として生まれた

。彼の父親はファッションジュエリーの輸入業者であった。ジェイコブスはノースフィールド マウント ハーモン スクール（英語: Northfield Mount Hermon School）を卒業し、その後ベニントン大学（英語: Bennington College）とブラウン大学に進学し数学と音楽を学んだが1976年に中退した。

## 経歴
ジェイコブスは8つの企業を設立しており、そのうち6つは上場している：QXO（2024年）、XPOロジスティック（英語: XPO Logistics）社（2011年）とそのスピンオフであるGXOロジスティクス（2021年）とRXO（2022年）、ユナイテッドレンタルズ社（1997年）、ユナイテッドウェイストシステムズ社（現ウェイストマネジメント社（英語: Waste Management, Inc.））（1989年）。
1979年、ジェイコブスは石油仲介会社であるアメレックス・オイル・アソシエイツ社（Amerex Oil Associates, Inc.,）を共同設立した。ジェイコブスは1983年に同社が売却されるまでCEOを務めた。
1984年、ジェイコブスはロンドンに移り、ハミルトン・リソーシズ社（Hamilton Resources, Ltd.,）を設立し、石油取引を行った。ジェイコブスはルートヴィヒ・ジェッセルソン（英語: Ludwig Jesselson）を影響力のある指導者として高く評価している。
1989年、ジェイコブスはコネチカット州グリニッジにユナイテッド・ウェイスト・システムズ（United Waste Systems）を設立し、地方で重複するルートを持つ小規模な廃棄物収集会社の統合を開始した。ジェイコブスは会長兼最高経営責任者となり1992年に同社を株式公開した。ジェイコブスは1997年8月にユナイテッド・ウェイスト・システムズをUSAウェイスト・サービス社に25億ドルで売却した。
1997年9月、ジェイコブスはユナイテッドレンタルズを設立し、新会社の会長兼最高経営責任者に就任した。1997年後半から1998年初頭にかけて、ジェイコブスは北米の機器レンタルディーラーを統合する戦略を通じて会社を成長させた。彼は1997年12月にニューヨーク証券取引所に同社を上場させた。
2010年に彼は単一の企業に投資するためにジェイコブス・プライベート・エクイティLLC（Jacobs Private Equity LLC）を設立した。
2011年、ジェイコブスは運輸およびサードパーティロジスティクスプロバイダーであるXPO、Inc.（当時の名称はエクスプレス-1・エクスペデイテッド・ソリューション (Express-1 Expedited Solutions) ）に約1億5000万ドルを投資した。 彼は取締役会長
およびCEO に就任し、会社の約71％の所有権を取得した。同社は後にニューヨーク証券取引所に「XPO, Inc.」のティッカーシンボルで上場された 。2021年8月、XPO社はGXOロジスティック（GXO Logistics）のスピンオフを完了し、ジェイコブスはGXOの取締役会の非執行会長に就任した。2022年8月、ジェイコブスはXPO社のCEOを退任するが取締役会長には留まる計画を発表した。
2022年11月、XPO社はRXO社のスピンオフを完了し、ジェイコブスはRXO社の非執行会長に就任した。2023年には、著書『 How to Make a Few Billion Dollars（数十億ドルを稼ぐ方法）』の発売を発表した。2024年6月、ジェイコブス氏は8,000億ドル規模の建築製品流通業界を統合する目的でQXOを設立した。この設立により、同氏は50億ドル以上の株式を調達した。これには、ブルームバーグが建築製品セクターで史上最大の株式公開と呼んだものや、産業向け公開株式への民間投資が含まれている。

### 自伝
- 「数十億ドルを稼ぐ方法How to Make a Few Billion Dollars」オースティン：グリーンリーフブックグループプレス（Austin: Greenleaf Book Group Press）刊 2024年 ISBN 979-8886451740 [47]

## 私生活
ジェイコブスと彼の妻はコネチカット州グリニッジに住んでいる。ジェイコブスはピカソ、ウィレム・デ・クーニング、アレクサンダー・カルダー、ロイ・リキテンスタインなどの作品を収集する美術品収集家でもある。